# Mycalesis mindorana
Mycalesis mindorana är en fjärilsart som beskrevs av Hans Fruhstorfer 1900. Mycalesis mindorana ingår i släktet Mycalesis och familjen praktfjärilar. Inga underarter finns listade i Catalogue of Life.